# Райя
Райя́ты, райя (тур. râya, [р'а:я]; от араб. رَعِيَّة‎, [ra 'ʕijja] — «подданные», дословно — «стадо», «паства») — первоначально (исторически) обозначение всех подданных в мусульманских странах Ближнего и Среднего Востока; позднее — податное сословие (крестьяне и горожане).
Кроме того, райей могла называться также территория, отнятая у вассального правителя и напрямую подчинённая османской администрации (обычно в окрестностях крепости). Так, в Молдавии с 1538 года существовала Бендерская райя, с 1713 года — Хотинская райя, и пр.

## Этимология
«Райяты», «райя» (мн. число), также диалектное «рейя», «раая» и прочие, тур. râya [р'а:я] также reaya; осман. رعايا‎ произносится с придыханием [ре'ʔaːеː]; — арабизм, который турки-османы переняли через фарси после их миграции из Средней Азии через территорию Ирана, где они сильно исламизировались. В буквальном переводе слово означает то же, что у христианского клира слово «паства» (как установили историки, в райю входили и некоторые мусульмане, особенно крестьяне, ремесленники и прочие малоимущие и уязвимые слои средневекового населения империи). Более узкий термин для покорённых христиан, живших в пределах империи — зимми. Слово «райя» до сих пор используется в арабском языке арабов-христиан Ближнего Востока для обозначения паствы (прихожан).

## В Османской империи
В Османской империи — особое сословие с низким социальным статусом, подлежавшее высокому налогообложению и трудовым повинностям в пользу государства в противовес более престижной социальной группе аскери — военных и правителей.
С XVIII века, когда термин получил наибольшее распространение, в райю включались немусульманские подданные (христиане и иудеи), независимо от своего социального статуса.

## Условия проживания
В ранней Османской империи райя — христианские и мусульманские крестьяне и представители низших слоёв общества — не подлежали набору в рекруты, то есть воинской повинности, так как в армии служили только представители профессиональной касты военных. Однако с конца XVI века начинают привлекаться и они, что вызвало некоторое недовольство у правящего класса.